# İbrahim Karagül
İbrahim Karagül (* 1969 im Dorf Sinlice im Landkreis Şalpazarı, Provinz Trabzon) ist ein türkischer Journalist und Chefredakteur der Tageszeitung Yeni Şafak sowie des Nachrichtensenders TVNET.

## Leben
Karagül studierte Rechtswissenschaft an der Universität des 9. September in Izmir. 1995 kam er zur damals neugegründeten islamischen Tageszeitung Yeni Şafak. Er arbeitete in der Nachrichtenredaktion und wurde Leiter des Auslandsressorts. 2011 übernahm er die Chefredaktion des ebenfalls zur Albayrak Holding gehörenden Senders TVNET, im Jahr darauf zugleich denselben Posten bei Yeni Şafak.

## Bedeutung
Karagül gilt als Vertrauter des türkischen Staatspräsidenten Recep Tayyip Erdoğan, den er oft auf Auslandsreisen begleitet. Seine Kolumnen werden immer wieder in ausländischen Medien zitiert. Der Tagesspiegel schreibt über Karagül, er vertrete „mitunter sehr steile Thesen“. Die Süddeutsche Zeitung wiederum schreibt in Bezug auf eine von Karagül verfasste Yeni Şafak-Kolumne zum Anschlag in Hanau 2020, er entlarve sich darin als Antisemit.